# Сахулі
Сахулі (рос. Сахули) — село Курумканського району, Бурятії Росії. Входить до складу Сільського поселення Сахулі.
Населення —  427 осіб (2015 рік). 